# 다안구 (쯔궁시)

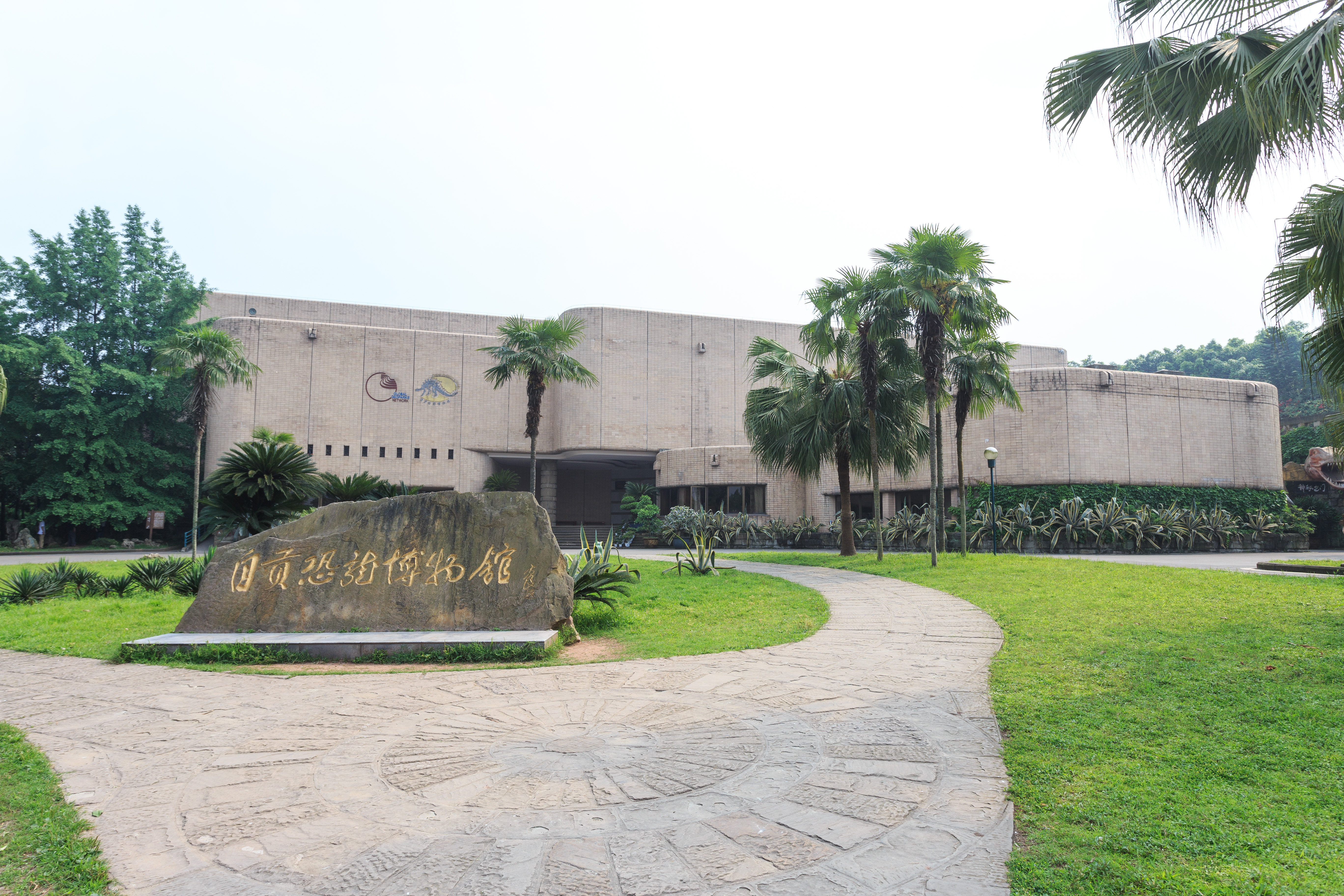

다안구(한국어: 대안구, 중국어: 大安区, 병음: Dà'ān Qū)는 중화인민공화국 쓰촨성 쯔궁 시의 현급 행정구역이다. 넓이는 401km2이고, 인구는 2007년 기준으로 450,000명이다.

## 기후
연평균 기온은 17.8°C이고 연평균 강수량은 1004.6mm이다.

## 행정 구역
4개 가도, 9개 진, 3개 향을 관할한다.
- 가도: 大安街街道, 龙井街街道, 马冲口街街道, 凉高山街街道.
- 진: 大山铺镇, 团结镇, 三多寨镇, 何市镇, 新店镇, 新民镇, 回龙镇, 牛佛镇, 庙坝镇, 永嘉乡.
- 향: 永嘉乡, 和平乡, 凤凰乡.